# 第42回ダヴィッド・ディ・ドナテッロ賞
第42回ダヴィッド・ディ・ドナテッロ賞（だい42かいダヴィッド・ディ・ドナテッロしょう）の授賞式は、1997年4月20日にローマで行われた。

## 受賞とノミネート一覧
太字が受賞者。

### 作品賞
- 遙かなる帰郷 La Tregua（監督：フランチェスコ・ロージ）
- 踊れトスカーナ！ Il ciclone（監督：レオナルド・ピエラッチョーニ）
- Marianna Ucrìa（監督：ロベルト・ファエンツァ）
- ぼくらの世代 La mia generazione[1]（監督：ヴィルマ・ラバーテ）
- ニルヴァーナ Nirvana（監督：ガブリエレ・サルヴァトレス）

### 監督賞
- フランチェスコ・ロージ（『遙かなる帰郷』）
- ロベルト・ファエンツァ（『Marianna Ucria』）
- ヴィルマ・ラバーテ（『ぼくらの世代』）
- ガブリエレ・サルヴァトレス（『ニルヴァーナ』）
- マウリツィオ・ザッカロ（『Il carniere』）

### 新人監督賞
- フルヴィオ・オッタヴィアーノ（『Cresceranno i carciofi a Mimongo』）
- フランコ・ベルニーニ（『Le mani forti』）
- ウーゴ・キーティ（『Albergo Roma』）
- ロベルト・チンパネッリ（『Un inverno freddo freddo』）
- アンナ・ディ・フランチスカ（『La bruttina stagionata』）

### 脚本賞
- ファビオ・カルピ（『Nel profondo paese straniero』）
- マルコ・ベキス、ウンベルト・カンタレッロ、ララ・フレムダー、ジジ・リーヴァ、マウリツィオ・ザッカロ（『Il carniere』）
- ピーノ・カクッチ、グロリア・コリカ、ガブリエレ・サルヴァトーレス（『ニルヴァーナ』）
- サンドロ・ペトラリア、フランチェスコ・ロージ、ステファノ・ルッリ（『遙かなる帰郷』）
- レオナルド・ピエラッチョーニ、ジョヴァンニ・ベロネージ（『踊れトスカーナ！』）

### プロデューサー賞
- レオ・ペスカローロ、グイド・デ・ラウレンティス（『遙かなる帰郷』）
- ヴィットリオ・チェッキ・ゴーリ、リタ・チェッキ・ゴーリ、マウリツィオ・トッティ（『ニルヴァーナ』）
- ジョヴァンニ・ディ・クレメンテ（『Il carniere』）
- ラウレンティーナ・グイドッティ、フランチェスコ・ラニエーリ・マルティノッティ（『Cresceranno i carciofi a Mimongo』）
- ピエトロ・ヴァルセッキ（『Testimone a rischio』）

### 主演女優賞
- アーシア・アルジェント（『雨上がりの駅で』）
- マルゲリータ・ブイ（『Testimone a rischio』）
- イアイア・フォルテ（『Luna e l'altra』）
- クラウディア・ジェリーニ（『アイリスにぞっこん』）
- モニカ・グエッリトーレ（『La lupa』）

### 主演男優賞
- ファブリツィオ・ベンティヴォリオ（『Testimone a rischio』）
- クラウディオ・アメンドラ（『ぼくらの世代』）
- レオナルド・ピエラッチョーニ（『踊れトスカーナ！ 』）
- セルジオ・ルビーニ（『ニルヴァーナ』）
- カルロ・ヴェルドーネ（『 アイリスにぞっこん』）

### 助演女優賞
- バルバラ・エンリーキ（『踊れトスカーナ！』）
- エディ・アンジェリッロ（『La bruttina stagionata』）
- アンドレア・フェレオル（『アイリスにぞっこん』）
- エヴァ・グリエーコ（『Marianna Ucrìa』）
- ロレンツァ・インドヴィーナ（『遙かなる帰郷』）

### 助演男優賞
- レオ・グロッタ（『Il carniere』）
- ディエゴ・アバタントゥオーノ（『ニルヴァーナ』）
- アントニオ・アルバネーゼ（『Vesna va veloce』）
- クラウディオ・アメンドラ（『Testimone a rischio』）
- マッシモ・チェチェリーニ『踊れトスカーナ！』）

### 撮影監督賞
- トニーノ・デリ・コリ（『Marianna Ucria』）
- パスクァリーノ・デ・サンティスおよびマルコ・ポンテコルヴォ（『遙かなる帰郷』）
- ブラスコ・ジュラート（『Il carniere』）
- ジュゼッペ・ランチ（『Il principe di Homburg』）
- イタロ・ペトリッチョーネ（『ニルヴァーナ』）

### 作曲賞
- パオロ・コンテ（『La freccia azzurra』）
- ルイス・バカロフ（『遙かなる帰郷』）
- カルロ・クリヴェッリ（『Il principe di Homburg』）
- フェデリーコ・デ・ロベルティス、マウロ・パガーニ（『ニルヴァーナ』）
- ニコラ・ピオヴァーニ（『ぼくらの世代』）

### 美術賞
- ダニロ・ドナーティ（『Marianna Ucrìa』）
- ジャンカルロ・バジーリ（『ニルヴァーナ』）
- ジャンティート・ブルキエッラーロ（『Il principe di Homburg』）
- アンドレア・クリザンティ（『遙かなる帰郷』）
- ジャンニ・ズバッラ（『Le affinità elettive』）

### 衣装デザイン賞
- ダニロ・ドナーティ（『Marianna Ucrìa』）
- パトリツィア・ケリコーニ、フローレンス・エミール（『ニルヴァーナ』）
- リーナ・ネルリ・タヴィアーニ（『Le affinità elettive』）
- フランチェスカ・サルトリ（『Il principe di Homburg』）
- アルベルト・ヴェルソ（『遙かなる帰郷』）

### 編集賞
- ルッジェロ・マストロヤンニ、ブルーノ・サランドレア（『遙かなる帰郷』）
- フランチェスカ・カルヴェッリ（『Il principe di Homburg』）
- マッシモ・フィオッキ（『ニルヴァーナ』）
- ミルコ・ガローネ（『踊れトスカーナ！ 』）
- ロベルト・ペルピニャーニ（『Marianna Ucrìa』）

### 録音賞
- トゥッリオ・モルガンティ（『ニルヴァーナ』）
- マウリツィオ・アルジェンティエーリ（『Il principe di Homburg』）
- ガエターノ・カリート（『Un inverno freddo freddo』）
- ティツィアーノ・クロッティ（『Pianese Nunzio, 14 anni a maggio』）
- ブルーノ・プッパロ（『ぼくらの世代』）

### 短編映画賞
- Senza parole（監督：アントネッロ・デ・レオ）

### 外国映画賞
- リディキュール（監督：パトリス・ルコント）

### ダヴィッド学生賞
- 踊れトスカーナ！ Il ciclone（監督：レオナルド・ピエラッチョーニ）

### ダヴィッド特別賞
- 踊れトスカーナ！ Il ciclone（監督：レオナルド・ピエラッチョーニ）
- マルチェロ・マストロヤンニ
- クラウディア・カルディナーレ
- Academy Pictures